# Pilis
Pilis là một thành phố thuộc hạt Pest, Hungary. Thành phố này có diện tích 47,3 km², dân số năm 2010 là 11457 người, mật độ 242 người/km².